# Antonio de Ríos Rosas
Antonio de los Ríos Rosas (Ronda, 16 de març de 1812 — Madrid, 3 de novembre de 1873) va ser un jurista i polític espanyol. Fou elegit president de la Cambra del Congrés dels Diputats durant les legislatures de 1863-1864, 1865-1866 i 1872.

## Biografia
Ríos Rosas era llicenciat en Dret per la Universitat de Granada i va accedir per primera vegada a les Corts Generals com a Diputat per la província de Màlaga el 1836. Contrari a les maniobres del General Espartero durant la Regència de Maria Cristina, se li va oposar frontalment a partir de 1840. Amb la caiguda del general i la majoria d'edat d'Isabel II, va ser nomenat membre del Consell Reial.

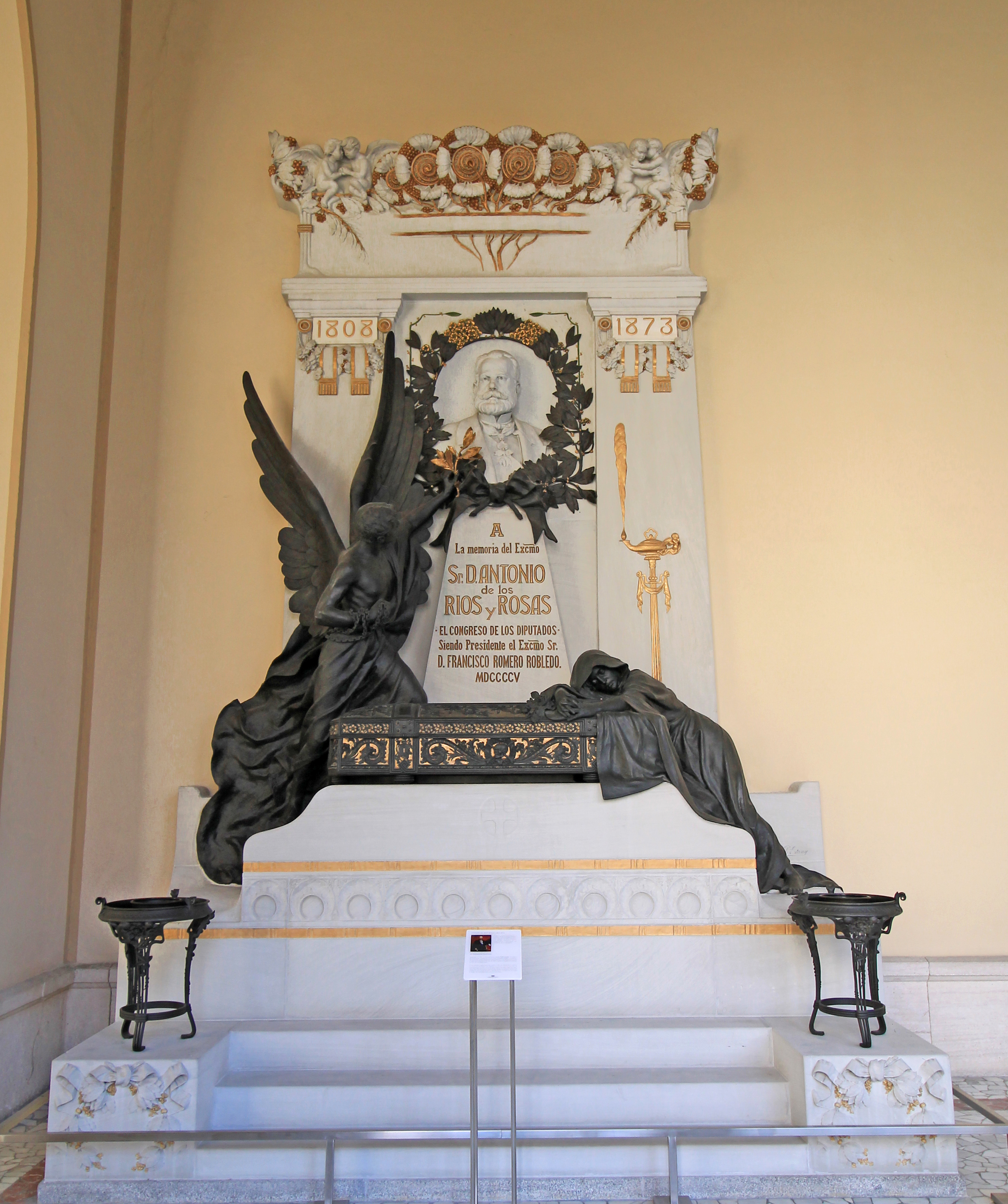
Mausoleu de Ríos Rosas a Madrid (P. Estany, 1905).

Al llarg dels anys va evolucionar cap a posicions menys absolutistes i més properes al moderantisme democràtic. Es va oposar també a Narváez en la Dècada Moderada, si bé també es va oposar fermament a les modificacions constitucionals que es proposaven des del Govern del Bienni Progressista, més proper a la vella doctrina de la sobirania compartida entre la Corona i les Corts. Amb l'arribada de Leopoldo O'Donnell al poder en els governs de la Unió Liberal, se li va encarregar la redacció de l'Acta Addicional per tal de fer més liberal la restaurada Constitució de 1845 i va ser nomenat Ministre de Governació el 14 de juliol de 1856 al primer govern, encara que va cessar a l'octubre del mateix any. Jurista de gran prestigi, el 1852 ingressà en la Reial Acadèmia de Jurisprudència i Legislació.
Posteriorment va ser ambaixador d'Espanya a Roma i va portar el pes de les negociacions per restablir les relacions diplomàtiques amb la Santa Seu i posar de nou en vigor el Concordat de 1851. A partir de 1861 es va separar de la línia d'O'Donnell i el 1863 fou nomenat President del Congrés dels Diputats en els moments més crítics de la Unió Liberal. Va ingressar a la Reial Acadèmia Espanyola i va ser elegit President de l'Ateneo de Madrid. Durant dos anys fou bandejat per Narváez a Canàries.
Després de la caiguda de la monarquia, durant el Sexenni Democràtic va ser nomenat membre del Consell d'Estat i es va mantenir dins dels moderats allunyat de les temptacions republicanes. Va recolzar l'elecció d'Amadeu de Savoia com a Rei d'Espanya. Però el fracàs d'aquesta experiència i l'adveniment de la primera república el van apropar a les tesis d'Emilio Castelar (republicanisme unitari) enfront de les de Francesc Pi i Margall (republicanisme federal), molt més radicals; encara que en discrepava pel que fa a les qüestions religioses. Va morir a Madrid mancat de recursos.